# Ландау, Моше
Моше́ Ла́ндау (ивр. משה לנדוי‎ англ. Moshe Landau; 29 апреля 1912 года, Данциг — 1 мая 2011, Иерусалим, Израиль) — израильский юрист и общественный деятель, 5-й председатель Верховного суда Израиля.

## Биография
Моше Ландау родился 29 апреля 1912 года в г. Данциге в семье доктора Исаака Ландау и Бетти Эйзенштадт. Его отец был одним из лидеров еврейской общины Данцига. В 1930 году Ландау окончил среднюю школу в Данциге, а в 1933-м — с отличием закончил обучение в юридической школе Лондонского университета. В этом же году он репатриировался в подмандатную Палестину.
В 1933—1940 гг. занимался частной адвокатской практикой, в 1937-м — был принят в адвокатскую коллегию Палестины.
Моше Ландау скончался 1 мая 2011 года через три дня после своего 99-го дня рождения.

## Юридическая карьера
- 1940—1948 — судья в Хайфском мировом суде.
- 1948—1953 — судья в Хайфском окружном суде[4][5].
- с 1953 — назначен судьёй Верховного суда
- 1957 — участвовал по в судебном процессе по результатам убийства до 47 арабов в приграничной деревне Кфар-Касем во время военных действий в ходе Суэцкого кризиса.
- 1961 — председатель суда на процессе Эйхмана.
- 1962 — прецедентное решение в отношении свободы средств информации, отменившее решение цензора.

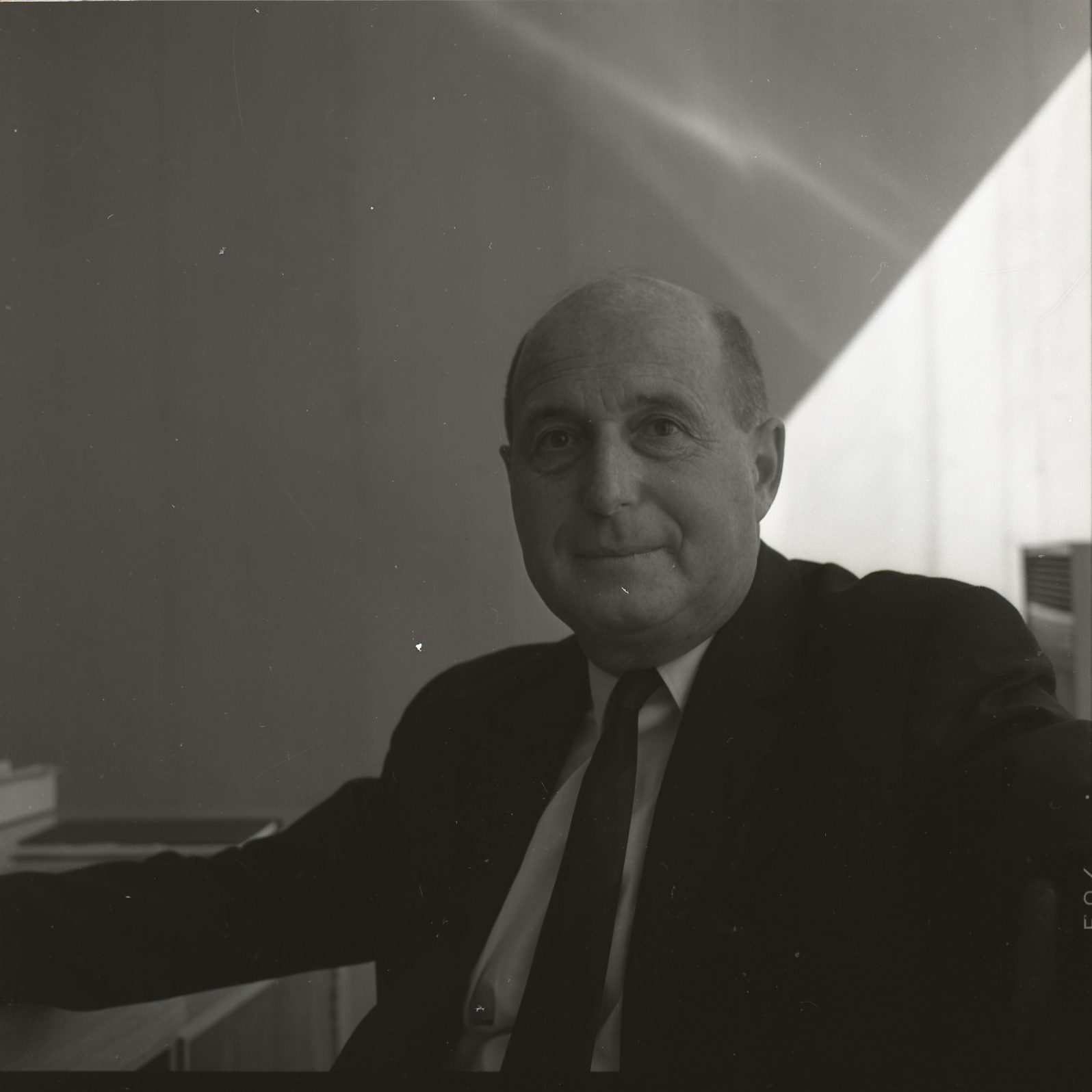
Моше Ландау в ноябре 1965 года

- 1965 — В качестве председателя Центральной избирательной комиссии по выборам в Кнессет 6-го созыва он впервые в истории Израиля не допустил к выборам «Арабский социалистический список» («Al-Ard»)[англ.], 3 активиста которого позднее были осуждены за подрывную деятельность против государства, а его руководители покинули Израиль и примкнули к террористическим организациям[6][7][8][9]
- 1974 — член «Комиссии Аграната».
- 1976 — заместитель председателя Верховного суда.
- 1980—1982 — председатель Верховного суда.
- 1987 — Возглавлял «Комиссию Ландау»[англ.] по расследованию действий ШАБАКа. Решение комиссии, принятое после начала 1-й интифады, о том, что в случае необходимости допустимо применение «умеренного физического давления» как инструмента для допроса, вызвало протест таких организаций как «Бецелем», и было отменено Верховным судом в 1999 году, перед началом 2-й интифады[10][11].

## Другие должности
- Член Международного суда ООН[4]
- Председатель трибунала Всемирного сионистского конгресса.
- Председатель консультативных комиссий по реформированию израильского земельного права, уголовно-процессуального и административного судопроизводства.
- Председатель комиссии о присвоении звания Праведник народов мира в мемориале Яд ва-Шем.
- В 1956—1962 и в 1965—1966 гг. занимал пост председателя Совета директоров Техниона.

## Награды, признание
- 1980 : Почётный доктор Техниона.
- 1991 : награждён Государственной премией Израиля за достижения в области права[12].
- 1993 : Почётный председатель Совета директоров Техниона.
- 1997 : Почётный доктор Hebrew Union College[англ.] (США)[4].